# باولو روكا
باولو روكا (بالبرتغالية: Paulo Rocha‏) (و. 1935 – 2012 م) هو مخرج أفلام، وكاتب سيناريو، ومنتج أفلام، ومونتير برتغالي، ولد في بورتو، توفي في فيلا نوا دغايا، عن عمر يناهز 77 عاماً، بسبب سكتة.

## التعليم
تعلم في المعهد العالي للدراسات السينمائية.

## وصلات خارجية
- باولو روكا على موقع IMDb (الإنجليزية)
- باولو روكا على موقع ألو سيني (الفرنسية)
- باولو روكا على موقع أول موفي (الإنجليزية)
- باولو روكا على موقع قاعدة بيانات الأفلام السويدية (السويدية)
- باولو روكا على موقع قاعدة بيانات الفيلم (الإنجليزية)
- باولو روكا على موقع كينوبويسك (الروسية)